# تريفور بنجامين
تريفور بنجامين (بالإنجليزية: Trevor Benjamin)‏ (8 فبراير 1979 في المملكة المتحدة - ) هو لاعب كرة قدم بريطاني في مركز الهجوم. شارك مع منتخب إنجلترا تحت 21 سنة لكرة القدم ومنتخب جامايكا لكرة القدم. أما مع النوادي، فقد لعب مع برايتون أند هوف ألبيون وروشدين ودايموندز وسويندون تاون وكامبريدج يونايتد وكريستال بالاس وكوفنتري سيتي وليستر سيتي ونادي بيتربورو يونايتد ونادي غيلينغهام ونادي نورثامبتون تاون ونادي واتفورد ونادي والسول ونورويتش سيتي ووست بروميتش ألبيون ونادي غاينسبورو ترينيتي ونادي هدنسفورد تاون وKidsgrove Athletic F.C. ‏ ونورثويتش فيكتوريا ونادي هيرفورد ونادي تاموورث ونادي وكينغ ونادي هاروجيت تاون وWroxham F.C. ‏ وبيدلينجتون تيريرز ‏ وWellingborough Town F.C. ‏ وMorpeth Town A.F.C. ‏ وCaroline Springs George Cross FC ‏ ونادي بوسطن يونايتد ونادي برادفورد بارك أفنيو.

## وصلات خارجية
- تريفور بنجامين على موقع قاعدة بيانات كرة القدم.إي يو (الإنجليزية)
- تريفور بنجامين على موقع ناشيونال فوتبول تيمز (الإنجليزية)
- تريفور بنجامين على موقع Soccerbase.com (لاعب) (الإنجليزية)
- تريفور بنجامين على موقع Soccerway.com (الإنجليزية)
- تريفور بنجامين على موقع عالم كرة القدم.نت (الإنجليزية)